# Algodres (Fornos de Algodres)
Algodres é uma povoação portuguesa do Município de Fornos de Algodres sede da Freguesia de Algodres, freguesia com 10,15 km² de área e 290 habitantes (censo de 2021), tendo, portanto, uma densidade populacional de 28,6 hab./km².
A freguesia é constituída pelos lugares de Algodres, Furtado e Rancozinho.
Foi vila e sede de concelho até ao início do século XIX. Este era constituído pelas freguesias de Algodres, Casal Vasco (e Ramirão), Cortiçô, Fornos de Algodres, Fuinhas, Maceira, Muxagata, Sobral Pichorro e Vila Chã. Tinha, em 1801, 2 759 habitantes.
Pertence à rede de Aldeias de Montanha.

## Património
- Pelourinho de Algodres
- Igreja da Misericórdia de Algodres

## Demografia
A população registada nos censos foi:
| Distribuição da População por Grupos Etários | Distribuição da População por Grupos Etários | Distribuição da População por Grupos Etários | Distribuição da População por Grupos Etários | Distribuição da População por Grupos Etários |
| -------------------------------------------- | -------------------------------------------- | -------------------------------------------- | -------------------------------------------- | -------------------------------------------- |
| Ano                                          | 0-14 Anos                                    | 15-24 Anos                                   | 25-64 Anos                                   | > 65 Anos                                    |
| 2001                                         | 60                                           | 54                                           | 203                                          | 133                                          |
| 2011                                         | 41                                           | 30                                           | 163                                          | 115                                          |
| 2021                                         | 21                                           | 27                                           | 141                                          | 101                                          |